# Welf IV.

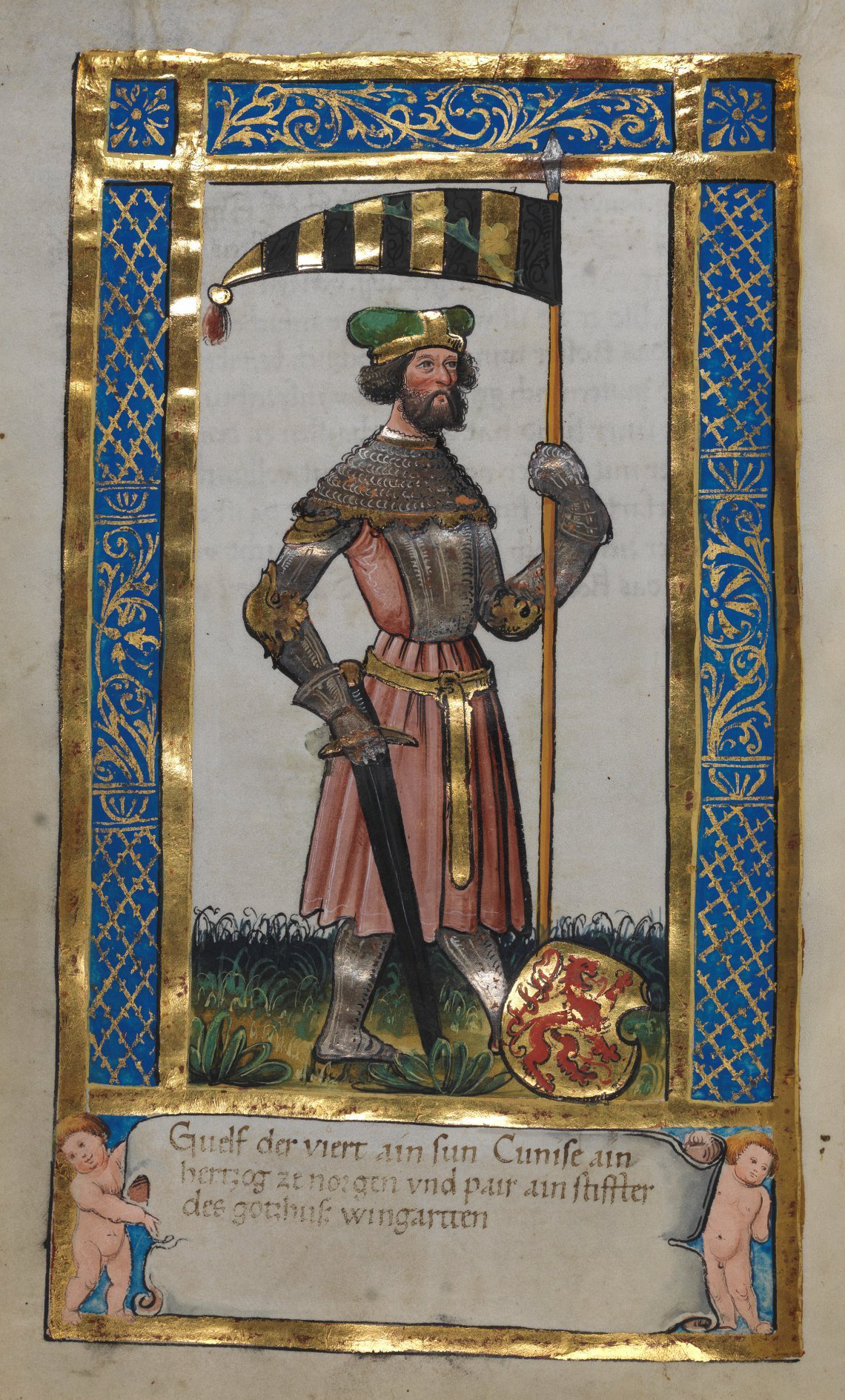
Welf IV., Idealporträt im Weingartener Stifterbüchlein, um 1500 (Württembergische Landesbibliothek, Cod. hist. Q 584, fol. 25v)

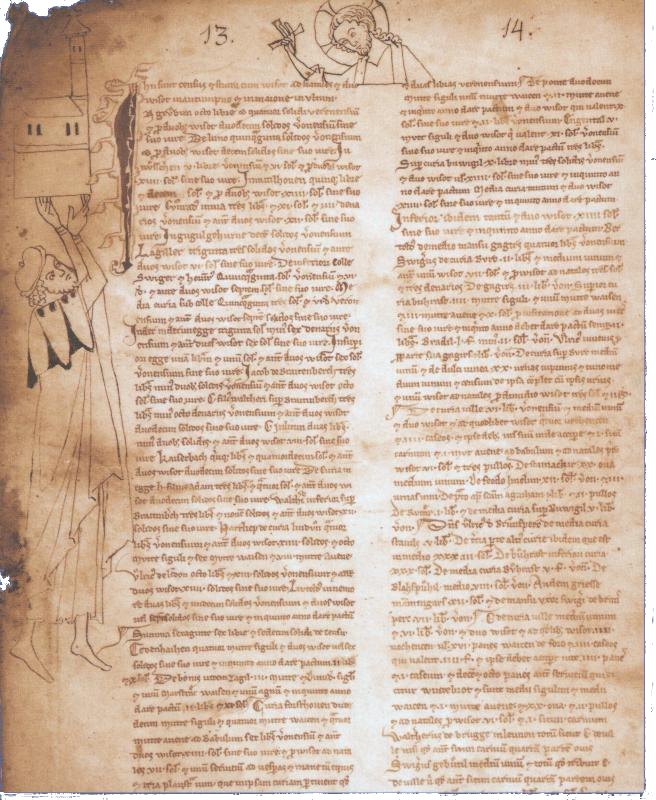
Stifterbild Welfs IV. aus dem Codex maior traditionum Weingartensium aus der zweiten Hälfte des 13. Jahrhunderts (Hauptstaatsarchiv Stuttgart, B 515, Bd. 2a, fol. 4r)

Welf IV. (* um 1030/1040; † am 8. oder 9. November 1101 in Paphos auf Zypern) aus dem Haus der Welfen war als Welf I. Herzog von Baiern 1070 bis 1077 und von 1096 bis 1101.

## Leben
Welf IV. war ein Sohn des italienischen Markgrafen Alberto Azzo II. d’Este (1009–1097) und Kunigundes von Kärnten, der Schwester des Herzogs Welfs III. von Kärnten († 31. März vor 1055). Er war also väterlicherseits ein Angehöriger des Hauses Este und mütterlicherseits ein Nachfahre (und der Erbe) der Welfen. Welf IV. war, wenn auch in weiblicher Linie, der einzige Erbe der welfischen Besitzungen in Schwaben, Rätien und Bayern. Seine Großmutter Imizza († 1057), die Witwe Welfs II. († 1030), ließ ihn nach Deutschland holen, um das Erbe anzutreten, das ihr kinderloser Sohn Welf III. bereits dem Kloster Altdorf vermacht hatte.
Er heiratete Ethelinde von Northeim, Tochter Ottos von Northeim, des Herzogs von Bayern. Sein Schwiegervater wurde 1070 geächtet, woraufhin Welf seine Frau – die Ehe war kinderlos geblieben – verstieß. Weihnachten desselben Jahres wurde Welf von König Heinrich IV. mit dem Herzogtum Bayern belehnt. 1070/71 schloss er eine zweite Ehe mit der verwitweten Judith von Flandern.
Im Investiturstreit stand Welf auf der päpstlichen Seite, unterstützte im März 1077 die Wahl Rudolfs von Rheinfelden gegen Heinrich, wurde im Mai geächtet und floh nach Ungarn; in seinen Besitzungen und Ämtern regierte fortan der König selbst.
Um 1089 vermittelte Papst Urban II. die Eheschließung von Welfs 17-jährigem Sohn Welf V. mit der 27 Jahre älteren Mathilde von Tuszien, der Herrin von Canossa. Die Trennung dieser Verbindung im Sommer 1095 bereitete Welfs Wechsel auf die kaiserliche Seite und die ein Jahr später (1096) erfolgende Versöhnung mit dem Kaiser vor, mit der auch die Rückgabe Bayerns an Welf verbunden war. Welf IV. nahm am Kreuzzug von 1101 teil und starb auf der Rückfahrt von Jerusalem auf Zypern. Er wurde in der Abtei Weingarten begraben.

## Nachkommen
Aus seiner zweiten Ehe gingen drei Kinder hervor:
- Welf V. (* 1072/73; † 24. September 1120 auf Burg Kaufering), nach dem Tod seines Vaters auf dem Kreuzzug 1101 als Welf II. Herzog von Bayern ⚭ um 1089, getrennt 1095, Mathilde (* um 1046, † 1115) Herrin von Canossa, Herzogin von Tuscien etc., Tochter des Bonifacius von Canossa, Herzog von Spoleto
- Heinrich IX. der Schwarze (* 1074/75; † 13. Dezember 1126 in Ravensburg), 1120 Herzog von Bayern, ⚭ Wulfhild von Sachsen († 29. Dezember 1126 in Altdorf), Tochter des Herzogs Magnus von Sachsen (Billunger)
- Kuniza († 6. März 1120) ⚭ Friedrich Rocho († 12. November . . . .), 1086 bezeugt, wohl Graf von Dießen